# بابار (مسلسل كرتوني)
بابار مسلسل كارتوني يحكي قصة فيل يعيش كالبشر ومتزوج ولدية أطفال وتحصل له العديد من المغامرات . تمت دبلجة المسلسل للعربية، النسخة الأصلية من طرف ستوديو الشرق الأدنى للإنتاج الفني بجزء واحد فقط، وتمت إعادة دبلجة الجزء الأول ودبلجة الموسم الثاني من طرف مركز الزهرة .

## روابط خارجية
- بابار على موقع IMDb (الإنجليزية)
- بابار على موقع ميتاكريتيك (الإنجليزية)
- بابار على موقع روتن توميتوز (الإنجليزية)
- بابار على موقع نتفليكس (الإنجليزية)
- بابار على موقع كينوبويسك (الروسية)
- بابار على موقع ألو سيني (الفرنسية)
- بابار على موقع قاعدة بيانات الفيلم (الإنجليزية)